# Johannes Wenzeslaus Kalliwoda
Jan Křtitel Václav Kalivoda (Johann Wenzel Kalliwoda en allemand) est un compositeur, chef d'orchestre et violoniste bohémien né à Prague le 21 février 1801 et mort à Karlsruhe le 3 décembre 1866.

## Biographie
Dès 1811, Kalliwoda commence à étudier le violon et la composition au conservatoire de Prague. Il fait ses débuts comme violoniste à l'âge de 14 ans, puis entre à l'orchestre de l'opéra de Prague à la fin de ses études. Sur son diplôme on peut lire : « Excellent jeu soliste ou en orchestre… fait preuve d'un grand talent pour la composition ».
Il se produit comme violoniste, à Linz et Munich notamment. De 1822 à 1865, il est maître de chapelle de Carl Egon II de Fürstenberg, et de son successeur à Donaueschingen, préférant la stabilité de l'emploi aux aléas de l'artiste libre. Ses fonctions impliquent non seulement l'écriture et l'exécution de la musique de cour et d'église, mais également la gestion et la conduite d'un chœur, ainsi que des voyages musicaux. 
Les événements de 1848 contraignent la cour de Donaueschingen à quitter la ville et à mettre un terme aux activités musicales. Kalliwoda ne sera plus que très rarement sollicité par le nouveau duc Carl Egon III. Il s'établit alors à Karlsruhe.
Il prend sa retraite en 1865, et meurt d'une crise cardiaque un an plus tard.
Kalliwoda a été un compositeur très prolifique, avec 450 pièces réparties en 244 opus, mais occulté de son vivant par des contemporains tels que Robert Schumann. Ses compositions comportent des opéras, des ouvertures – l'une d'elles a été commandée pour l'entame du concert inaugural de l'orchestre philharmonique de New York en 1842 –, de la musique pour piano, de la musique d'église, des lieder, des symphonies, des concertos pour piano, de la musique chorale et diverses autres compositions instrumentales dont de très beaux quatuors à cordes.
Il est inhumé au cimetière principal de Karlsruhe.
Son fils Wilhelm Kalliwoda (1827-1893) a poursuivi la carrière de son père. Il a travaillé comme maître de chapelle pour la cour de Bade à Karlsruhe.

## Œuvres majeures
- Symphonie no 1 en fa mineur, op. 7
- Concerto pour violon no 1, op. 9
- Trois grandes marches pour piano à quatre mains, op. 26
- Divertissement en fa majeur pour piano à quatre mains, op. 28
- Variations et rondo (Basson, et Orchestre) op. 57
- Duo pour deux violons en sol mineur, op. 70
- Symphonie no 5 en si mineur, op. 106
- Concertino pour hautbois et orchestre, op. 110
- Symphonie no 6 en fa majeur, op. 132
- Grande sonate en sol mineur pour piano à quatre mains, op. 135
- Messe en la majeur, op. 137
- Trois duos pour deux violons, op. 178 (Peters no 9082)
- Six nocturnes pour alto et piano, op. 186
- Fantaisie en fa majeur, op. 204
- Die Audienz (drame allégorique)
- Prinzessin Christine (opéra en 3 actes)
- Billibambuffs Hochzeitsreise zum Orcus und Olymp
- Blanda, die silberne Birke (opéra en 3 actes)
- Trois quatuors à cordes
- Deux duos pour alto et violon, op. 208 (IMC)

## Discographie
- Ouverture no 12 ; Introduction & variations pour clarinette et orchestre ; Introduction et rondo pour cor et orchestre ; Symphonie no 3, par Dieter Klöcker (clarinette) et Radovan Vlatković (cor) avec l'orchestre symphonique de Hambourg dirigé par Johannes Moesus (MDG 329 1387-2)
- Introduction, thème et variations en si bémol majeur op. 128 par Dieter Klöcker (clarinette) et le Radio-Symphonie-Orchester Berlin sous la direction de Jesús López Cobos (Koch Swann 311 045 H1, 1986)
- Symphonies no 5 & 6, par la Hofkapelle Stuttgart sld dirigée par Frieder Bernius (Orfeo C 677 061)
- Symphonies no 5 & 7 et ouverture nº 16, par le Neue Orchester sld dirigé par Christoph Spering (CPO 777 139-2)
- Les trois quatuors à cordes, par le quatuor Talich en 2006 (Calliope 9357)
- 6 Nocturnes op. 186, pour alto et piano interprété par Ashan Pillai (alto) et Michael Enders (piano) (Oehms Classics OC 591)